# El cóndor pasa
El cóndor pasa (Spaans voor De condor passeert/vliegt voorbij) is van origine een instrumentale compositie van Daniel Alomía Robles. Er werd al snel tekst bij geschreven door Julio Baudoin. Het was verwerkt in Robles’ zarzuela met dezelfde titel.

## Geschiedenis
Het werkje is gebaseerd op een Peruviaans volksliedje uit de 18e eeuw dat over een andere vogel gaat. Soy la paloma que el nido perdió (Ik ben een duif die zijn nest verloor) vormde de basis. De opera had als thema de strijd tussen de plaatselijke bevolking bestaande uit Indianen en hun overheersers in Cerro de Pasco. De beide vogels staan voor de onbereikbare vrijheid. Gezien het volkskarakter is de originele tekst geschreven in Quechua, de taal van de Inca's.
Er is pas sinds 1933 copyright op de melodie, want Robles verzuimde het eerder vast te leggen.
De eerstbekende opname van El cóndor pasa stamt van 27 augustus 1917 toen het Orquesta del Zoológico, het salonorkest van de dierentuin van Lima, het vastlegde voor RCA Victor met als omschrijving Danza Incaica. Het tempo ligt dan aanmerkelijk hoger, dan zoals wij dat anno 21e eeuw kennen. Het werd al snel gevolgd door een tweede opname door een militair orkest.
In 1963 kreeg het nummer een enorme zet in de rug, toen de Argentijnse groep Los Incas het opnam voor een Philips-elpee getiteld Amérique du Sud, geheel gewijd aan de muziek uit Zuid-Amerika. Paul Simon zag toen hij in 1965 in Parijs concerteerde een optreden van Los Incas. Dat inspireerde hem vervolgens om wellicht de beroemdste versie op te nemen en uit te voeren. Dat laatste ging niet zonder slag of stoot. Het instrumentale gedeelte is de basistrack van de versie van Los Incas, waarvoor geen toestemming werd gevraagd. Het verscheen in 1970 eerst op het album Bridge over Troubled Water en later ook op single. Paul Simon schreef een nieuwe tekst (If I Could) op de melodie, echter zonder de componist op de platen en/of hoezen te vermelden. Wel wordt voor de uitvoering van het duo vaak de verlengde titel El Condor Pasa (If I Could) vermeld.
De zoon van de componist spande daarom een rechtszaak aan tegen Simon & Garfunkel, deze hadden toen geen benul dat de rechten van de melodie vastlagen.
Eerder al, in 1966, was de melodie gebruikt in Sur les chemins des Andes van Marie Laforêt, voorzien van een Franse tekst.
In de jaren 1970 kwam een ware stortvloed van opnamen tot stand. Niet alleen artiesten als Andy Williams en Anita Kerr namen het op, maar ook de grote amusementsorkesten zoals die van James Last, Franck Pourcel en Fausto Papetti deden een duit in het zakje.
Voor het Nederlandstalig grondgebied is er de versie van Dana Winner: Jij en ik (tekst Ingrid Vloemans). De Zangeres zonder Naam zong het als Overzee. Jannes zong het als Zwevend naar 't geluk. Er is ook een Duitse versie: Nur du.

## Hitnoteringen

### Los Incas

#### Nederlandse Top 40
| Hitnotering: 14-03-1970 t/m 06-06-1970 | Hitnotering: 14-03-1970 t/m 06-06-1970 | Hitnotering: 14-03-1970 t/m 06-06-1970 | Hitnotering: 14-03-1970 t/m 06-06-1970 | Hitnotering: 14-03-1970 t/m 06-06-1970 | Hitnotering: 14-03-1970 t/m 06-06-1970 | Hitnotering: 14-03-1970 t/m 06-06-1970 | Hitnotering: 14-03-1970 t/m 06-06-1970 | Hitnotering: 14-03-1970 t/m 06-06-1970 | Hitnotering: 14-03-1970 t/m 06-06-1970 | Hitnotering: 14-03-1970 t/m 06-06-1970 | Hitnotering: 14-03-1970 t/m 06-06-1970 | Hitnotering: 14-03-1970 t/m 06-06-1970 | Hitnotering: 14-03-1970 t/m 06-06-1970 | Hitnotering: 14-03-1970 t/m 06-06-1970 |
| Week                                   | 1                                      | 2                                      | 3                                      | 4                                      | 5                                      | 6                                      | 7                                      | 8                                      | 9                                      | 10                                     | 11                                     | 12                                     | 13                                     |                                        |
| -------------------------------------- | -------------------------------------- | -------------------------------------- | -------------------------------------- | -------------------------------------- | -------------------------------------- | -------------------------------------- | -------------------------------------- | -------------------------------------- | -------------------------------------- | -------------------------------------- | -------------------------------------- | -------------------------------------- | -------------------------------------- | -------------------------------------- |
| Positie                                | 35                                     | 15                                     | 11                                     | 8                                      | 5                                      | 5                                      | 6                                      | 8                                      | 10                                     | 15                                     | 20                                     | 24                                     | 33                                     | uit                                    |

#### Hilversum 3 Top 30
| Hitnotering: 21-03-1970 t/m 30-05-1970 | Hitnotering: 21-03-1970 t/m 30-05-1970 | Hitnotering: 21-03-1970 t/m 30-05-1970 | Hitnotering: 21-03-1970 t/m 30-05-1970 | Hitnotering: 21-03-1970 t/m 30-05-1970 | Hitnotering: 21-03-1970 t/m 30-05-1970 | Hitnotering: 21-03-1970 t/m 30-05-1970 | Hitnotering: 21-03-1970 t/m 30-05-1970 | Hitnotering: 21-03-1970 t/m 30-05-1970 | Hitnotering: 21-03-1970 t/m 30-05-1970 | Hitnotering: 21-03-1970 t/m 30-05-1970 | Hitnotering: 21-03-1970 t/m 30-05-1970 | Hitnotering: 21-03-1970 t/m 30-05-1970 |
| Week                                   | 1                                      | 2                                      | 3                                      | 4                                      | 5                                      | 6                                      | 7                                      | 8                                      | 9                                      | 10                                     | 11                                     |                                        |
| -------------------------------------- | -------------------------------------- | -------------------------------------- | -------------------------------------- | -------------------------------------- | -------------------------------------- | -------------------------------------- | -------------------------------------- | -------------------------------------- | -------------------------------------- | -------------------------------------- | -------------------------------------- | -------------------------------------- |
| Positie                                | 19                                     | 9                                      | 7                                      | 5                                      | 7                                      | 11                                     | 11                                     | 16                                     | 18                                     | 23                                     | 24                                     | uit                                    |

#### NPO Radio 2 Top 2000
El cóndor pasa stond alleen in 2003 in de NPO Radio 2 Top 2000, op plek 1873.

### Simon & Garfunkel

#### Nederlandse Top 40
| Hitnotering: 28-03-1970 t/m 18-07-1970 | Hitnotering: 28-03-1970 t/m 18-07-1970 | Hitnotering: 28-03-1970 t/m 18-07-1970 | Hitnotering: 28-03-1970 t/m 18-07-1970 | Hitnotering: 28-03-1970 t/m 18-07-1970 | Hitnotering: 28-03-1970 t/m 18-07-1970 | Hitnotering: 28-03-1970 t/m 18-07-1970 | Hitnotering: 28-03-1970 t/m 18-07-1970 | Hitnotering: 28-03-1970 t/m 18-07-1970 | Hitnotering: 28-03-1970 t/m 18-07-1970 | Hitnotering: 28-03-1970 t/m 18-07-1970 | Hitnotering: 28-03-1970 t/m 18-07-1970 | Hitnotering: 28-03-1970 t/m 18-07-1970 | Hitnotering: 28-03-1970 t/m 18-07-1970 | Hitnotering: 28-03-1970 t/m 18-07-1970 | Hitnotering: 28-03-1970 t/m 18-07-1970 | Hitnotering: 28-03-1970 t/m 18-07-1970 | Hitnotering: 28-03-1970 t/m 18-07-1970 | Hitnotering: 28-03-1970 t/m 18-07-1970 |
| Week                                   | 1                                      | 2                                      | 3                                      | 4                                      | 5                                      | 6                                      | 7                                      | 8                                      | 9                                      | 10                                     | 11                                     | 12                                     | 13                                     | 14                                     | 15                                     | 16                                     | 17                                     |                                        |
| -------------------------------------- | -------------------------------------- | -------------------------------------- | -------------------------------------- | -------------------------------------- | -------------------------------------- | -------------------------------------- | -------------------------------------- | -------------------------------------- | -------------------------------------- | -------------------------------------- | -------------------------------------- | -------------------------------------- | -------------------------------------- | -------------------------------------- | -------------------------------------- | -------------------------------------- | -------------------------------------- | -------------------------------------- |
| Positie                                | 8                                      | 2                                      | 1                                      | 1                                      | 1                                      | 1                                      | 1                                      | 1                                      | 1                                      | 3                                      | 4                                      | 6                                      | 10                                     | 16                                     | 23                                     | 29                                     | 34                                     | uit                                    |

#### Hilversum 3 Top 30
| Hitnotering: 21-03-1970 t/m 04-07-1970 | Hitnotering: 21-03-1970 t/m 04-07-1970 | Hitnotering: 21-03-1970 t/m 04-07-1970 | Hitnotering: 21-03-1970 t/m 04-07-1970 | Hitnotering: 21-03-1970 t/m 04-07-1970 | Hitnotering: 21-03-1970 t/m 04-07-1970 | Hitnotering: 21-03-1970 t/m 04-07-1970 | Hitnotering: 21-03-1970 t/m 04-07-1970 | Hitnotering: 21-03-1970 t/m 04-07-1970 | Hitnotering: 21-03-1970 t/m 04-07-1970 | Hitnotering: 21-03-1970 t/m 04-07-1970 | Hitnotering: 21-03-1970 t/m 04-07-1970 | Hitnotering: 21-03-1970 t/m 04-07-1970 | Hitnotering: 21-03-1970 t/m 04-07-1970 | Hitnotering: 21-03-1970 t/m 04-07-1970 | Hitnotering: 21-03-1970 t/m 04-07-1970 | Hitnotering: 21-03-1970 t/m 04-07-1970 | Hitnotering: 21-03-1970 t/m 04-07-1970 |
| Week                                   | 1                                      | 2                                      | 3                                      | 4                                      | 5                                      | 6                                      | 7                                      | 8                                      | 9                                      | 10                                     | 11                                     | 12                                     | 13                                     | 14                                     | 15                                     | 16                                     |                                        |
| -------------------------------------- | -------------------------------------- | -------------------------------------- | -------------------------------------- | -------------------------------------- | -------------------------------------- | -------------------------------------- | -------------------------------------- | -------------------------------------- | -------------------------------------- | -------------------------------------- | -------------------------------------- | -------------------------------------- | -------------------------------------- | -------------------------------------- | -------------------------------------- | -------------------------------------- | -------------------------------------- |
| Positie                                | 28                                     | 8                                      | 3                                      | 1                                      | 1                                      | 1                                      | 1                                      | 2                                      | 2                                      | 4                                      | 4                                      | 4                                      | 9                                      | 11                                     | 15                                     | 24                                     | uit                                    |

#### Evergreen Top 1000
| Evergreen Top 1000 "El condor pasa (If I could)" | Evergreen Top 1000 "El condor pasa (If I could)" | Evergreen Top 1000 "El condor pasa (If I could)" | Evergreen Top 1000 "El condor pasa (If I could)" | Evergreen Top 1000 "El condor pasa (If I could)" | Evergreen Top 1000 "El condor pasa (If I could)" | Evergreen Top 1000 "El condor pasa (If I could)" | Evergreen Top 1000 "El condor pasa (If I could)" | Evergreen Top 1000 "El condor pasa (If I could)" | Evergreen Top 1000 "El condor pasa (If I could)" | Evergreen Top 1000 "El condor pasa (If I could)" | Evergreen Top 1000 "El condor pasa (If I could)" | Evergreen Top 1000 "El condor pasa (If I could)" | Evergreen Top 1000 "El condor pasa (If I could)" | Evergreen Top 1000 "El condor pasa (If I could)" | Evergreen Top 1000 "El condor pasa (If I could)" | Evergreen Top 1000 "El condor pasa (If I could)" |
| Jaar                                             | 2008                                             | 2009                                             | 2010                                             | 2011                                             | 2012                                             | 2013                                             | 2014                                             | 2015                                             | 2016                                             | 2017                                             | 2018                                             | 2019                                             | 2020                                             | 2021                                             | 2022                                             | 2023                                             |
| ------------------------------------------------ | ------------------------------------------------ | ------------------------------------------------ | ------------------------------------------------ | ------------------------------------------------ | ------------------------------------------------ | ------------------------------------------------ | ------------------------------------------------ | ------------------------------------------------ | ------------------------------------------------ | ------------------------------------------------ | ------------------------------------------------ | ------------------------------------------------ | ------------------------------------------------ | ------------------------------------------------ | ------------------------------------------------ | ------------------------------------------------ |
| Positie                                          | 247                                              | 164                                              | 162                                              | 162                                              | 123                                              | 86                                               | 242                                              | 195                                              | 126                                              | 92                                               | 173                                              | 143                                              | 87                                               | 107                                              | 114                                              | 114                                              |

#### NPO Radio 2 Top 2000
| Nummer met noteringen in de NPO Radio 2 Top 2000 | '99 | '00 | '01 | '02 | '03 | '04 | '05 | '06 | '07 | '08 | '09 | '10 | '11 | '12 | '13 | '14 | '15 | '16 | '17  | '18 | '19 | '20 | '21 | '22 | '23 | '24 |
| ------------------------------------------------ | --- | --- | --- | --- | --- | --- | --- | --- | --- | --- | --- | --- | --- | --- | --- | --- | --- | --- | ---- | --- | --- | --- | --- | --- | --- | --- |
| El cóndor pasa (If I could)                      | 516 | 464 | 342 | 706 | 674 | 657 | 623 | 559 | 868 | 632 | 676 | 578 | 615 | 671 | 865 | 927 | 938 | 869 | 1012 | 876 | 899 | 642 | 728 | 845 | 946 | 982 |

1. ↑  Een vetgedrukt getal geeft de hoogste notering aan.